# Velden (Vils)

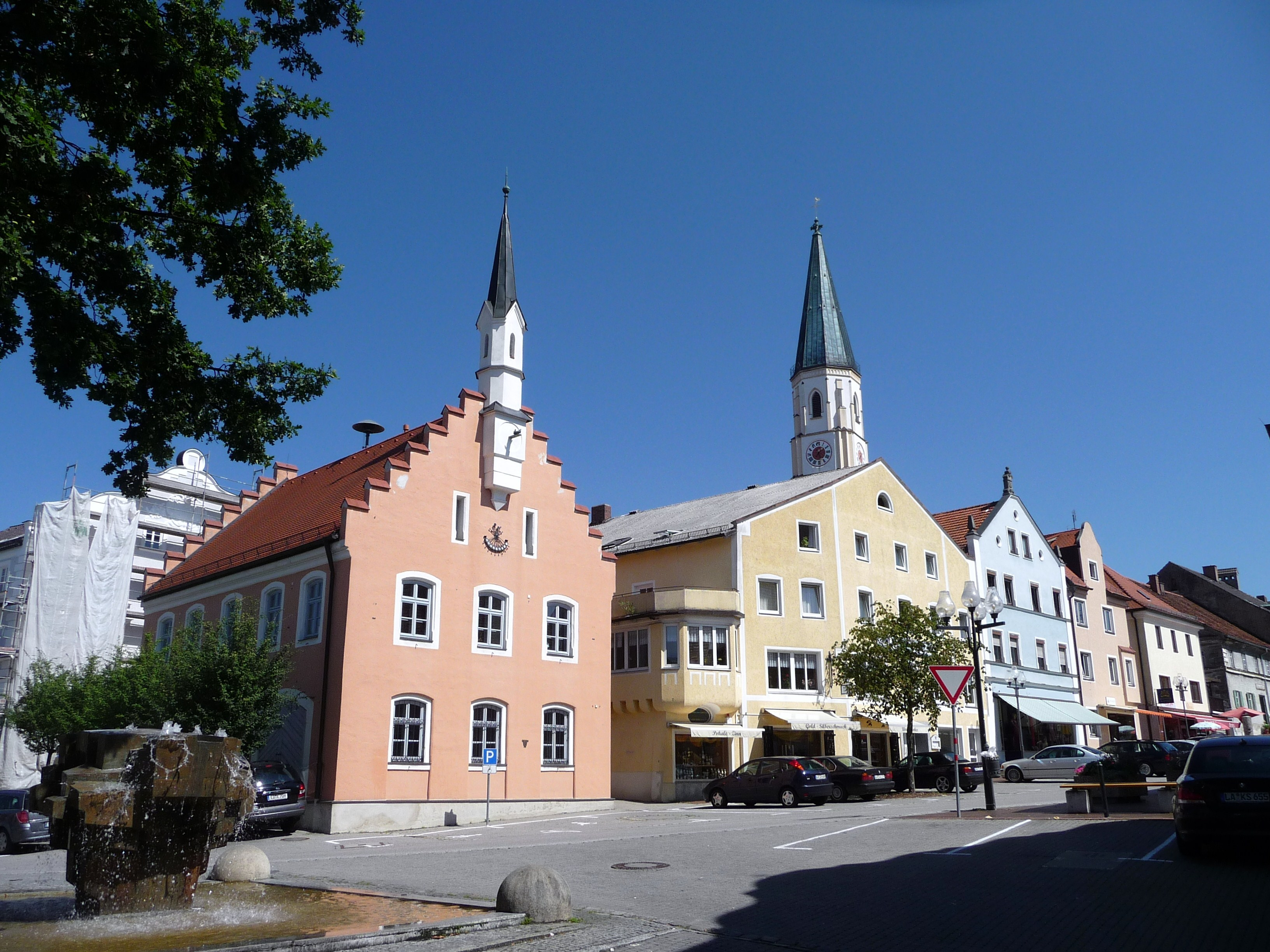
Velden (Vils)

Velden (Vils) este o comună-târg din districtul Landshut, regiunea administrativă Bavaria Inferioară, landul Bavaria, Germania.